# ماكسيميليان (قديس)
القديس ماكسيميليان (باللاتينية:Maximilianus) هو قديس مسيحي وشهيد يُحتفل به يوم 12 مارس. ولد في القرن الثالث الميلادي عام 274م وهو ابن فابيوس فيكتور٬ مُحارب قديم بالجيش الروماني. ماكسيميليان أُجبر على الانضمام للجيش عند بلوغه الحادية والعشرين من عمره. وفي يوم 12 مارس عام 295م مثل أمام حاكم نوميديا كاسيوس ديون ليحلف قسم الولاء للإمبراطورية بصفته مُحارب. رفض ماكسيميليان قائلًا أنه بصفته مسيحيًا لا يمكنه الخدمة في الجيش مما أدى إلى قطع رأسه بالسيف فورًا. ويُذكر ماكسيميليان بصفته أول مُعترض ضميري في التاريخ٬ رغم أنه من المُعتقد أن هناك مسيحيون آخرون رفضوا الخدمة العسكرية في ذلك الوقت وأُعدموا.
في سبعينيات القرن العشرين تسمت مجموعة مُناهضة للحرب على فيتنام على اسم القديس ماكسيميليان. كما ذُكر اسم ماكسيميليان باستمرار بصفته ممثلًا للاعتراض الضميري في الإمبراطورية الرومانية وذلك في اليوم العالمي للاعتراض الضميري٬ يوم 15 مايو أمام النصب التذكاري للمعترض الضميري في ميدان تافيستوك في بلومسبيري في لندن.